# Az albánok eredete
Az albánok eredete, az albán nép etnogenezise hosszú ideje vita tárgya a nyelvészek és a történettudósok körében. Írott történeti források hiányában elsősorban az összehasonlító nyelvészet eredményei lehetnek mérvadóak nemcsak az albán nyelv, de az albán etnikum eredetének feltérképezésében is. Az albán nyelv minden bizonnyal indoeurópai, bár ennek megítélését latin, szláv és török elemek beépülése bonyolítja. Közeli élő nyelvrokonuk nincs, és ez meglehetősen megnehezíti a válaszadást arra a kérdésre: melyik ősi balkáni nyelvből eredeztethető az albán?

## Az albán őshaza

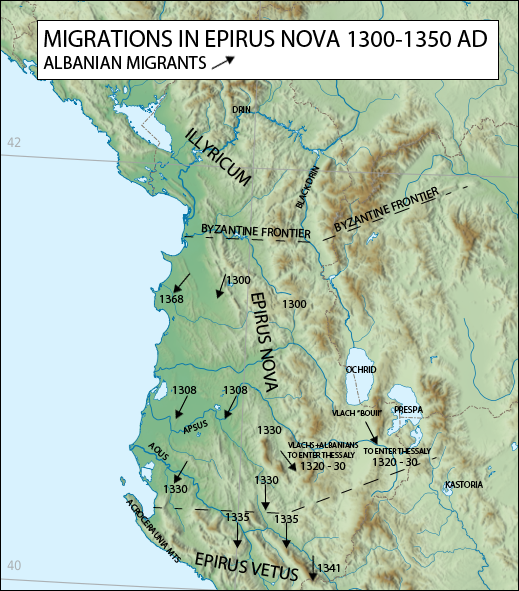
Albán vándorlás

Az albán nyelv és etnikum kialakulásának helye szintén bizonytalan, egyes elemzések ugyan arra mutatnak rá, hogy sokkal inkább a Balkán hegyvidéki területein kell keresni az albánság bölcsőjét, mint a tengerparti síkon: az alpesi állatok és növények megnevezésére szolgáló albán szavak specifikusak, nem mutatnak rokonságot egyetlen más nép nyelvkészletével sem, míg a halak és mezőgazdasági tevékenységek leírására kölcsönszavakat használnak.
Annyi bizonyosnak látszik, hogy őseik nem élhettek Dalmáciában, mert az albán nyelv latin elemei a balkáni újlatin román nyelvből kerültek át, és nem a dalmátból. Ha mindehhez hozzászámítjuk a tényt, hogy a két nyelv készletében sok a más nyelvekkel összevetve nem fellelhető azonosság, arra kell következtetnünk, hogy a románok és az albánok ősei egykoron egymás közelségében élhettek. Az egyes elméletek ennek lehetséges helyszíneként említik a mai Észak-Albániát, Kelet-Szerbiát (Niš körül), Koszovót, Észak-Macedóniát vagy Erdélyt. Egyes nyelvészek odáig mennek, hogy a bolgár és szerb nyelv közötti karakteres eltéréseket éppen a két nép közötti területen, a Morava folyó mellékén élt román–albán populáció pufferhatásának tudják be. Az északabbra fekvő albán őshaza hipotézisét támasztja alá a tény, hogy az albán szókincsben viszonylag kevés a görög elem, és ez a csekély befolyás is magyarázható a csak az „albán” történelem későbbi szakaszában ható hellenisztikus és bizánci kultúrával.

## Etnogenezis
Három balkáni népről szokott szó esni az albán etnikum eredete kapcsán: az illírekről, valamint az egymással közeli rokonságban álló dákokról és trákokról. E nyelvek után azonban nem maradt fenn annyi írott emlék, hogy kellő bizonyossággal lehessen összevetni őket az albánnal. Feltételezik ugyan, hogy az illír és a dák, illetve a trák nyelv az indoeurópai nyelvcsaládnak még csak nem is ugyanazon ágához tartozhattak, de valójában még azt sem sikerült bizonyítani, hogy az illír nyelv a kentum vagy a szatem nyelvek csoportjába tartozott-e (az albán kentum, s több érv szól az illír ugyanilyen besorolása mellett, mint ellene). Az sem egészen világos, hogy az illírek egységes nyelvet vagy csak egymással rokon, de eltérő nyelveket beszéltek, amelyeket az őket nem értő krónikások egyazon nyelvként azonosítottak. (Vitatott ugyan, de a kutatások alapján olybá tűnik, hogy a dardánok és a messzápok is illír dialektust beszélő illírek lehettek.)

### Albánok a korai írott forrásokban
Az időszámítás kezdete körüli korból több írott forrást is ismerünk, amelyek említenek a mai albánokkal összefüggésbe hozható népelemeket Illíriából. Polybius például a Kr. e. 2. században írt egyetemes történeti munkáiban utal egy a mai Közép-Albániában volt Arbon nevű városra, amelynek lakóit arbaniosként vagy arbanitaiként ismerték (vö. Albánia kora középkori Arbanon nevével). Három évszázaddal később Plinius írt egy olbonenses nevű illír törzsről. Ptolemaiosz pedig a 2. században készített Illíria-térképén tüntetett fel egy Albanopolisz nevű várost (a mai Durrës közelében), lakóit albanok néven említve.
E feljegyzések szereplői azonban nem azonosíthatóak kétséget kizáróan az albánok őseiként. Egyértelműen az albánokról szóló forrásokkal csak jóval későbbi időkből rendelkezünk. 11. századi bizánci források arbanitai néven említik az Arbanonban élő albánokat. Ugyanakkor az utolsó ismert feljegyzés az illírekről a 7. századra datálható, az egyik Szent Demeter-legenda említi őket Thesszaloniké ostroma kapcsán, mint korábban északról érkező menekülteket.

### Az illír–albán kontinuitáselmélet
Maguk az albánok – tekintet nélkül az albán őshazára vonatkozó hipotézisekre és más nyelvészeti meggondolásokra – a mai Albánia területén élt illíreket tekintik őseiknek. Az elmélet ellen szól, hogy több évszázadnyi űr tátong a történeti forrásokban, amikor az illírekről már, az albánokról még nem esik szó. Az elmélet támogatói azonban azzal érvelnek, hogy a nyugati forrásokban a 14. századtól az albánokra használt népnév (első ízben így: lingua albanesca) az utoljára a 2. században említett Albanoi nevű illír törzstől egyenesen levezethető. A fennmaradt kevés számú illír nyelvemlék alapján valóban vannak egyezések az illír és az albán között, ám ezek száma kevés ahhoz, hogy a kontinuitás egyértelműen megállapítható legyen.

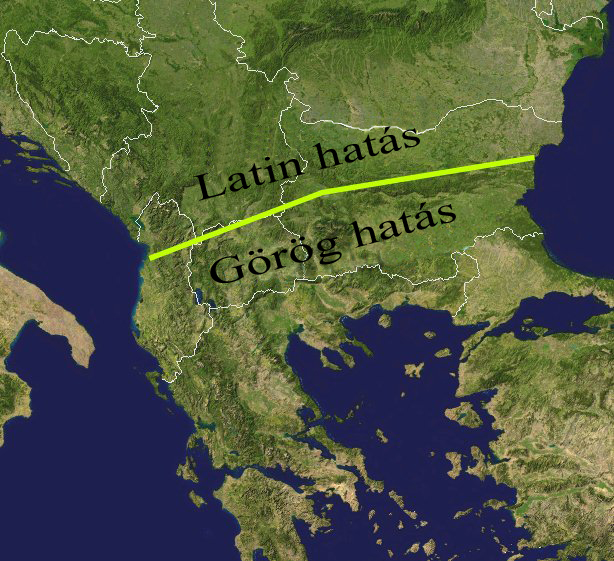
A Jireček-vonal, amelytől északra latin, délre görög hatás mutatkozik az ókori műveltségben

Régészeti ásatások során felszínre került illír települések vizsgálatakor sem bizonyosodott be, hogy tárgyi kultúrájuk előképe lenne a középkori albánénak. Hasonló problémát vet fel az ún. Jireček-vonal, amely kettészeli a Balkánt aszerint, hogy attól északra a latin, délre pedig a görög kultúra hatott erősebben. Az illírek a Jireček-vonaltól délre éltek, nyelvemlékeik és helynévanyaguk is alátámasztja a számottevő görög befolyást. Ha pedig az albánok az ő közvetlen leszármazottaik, megválaszolatlan a kérdés, miért találni elenyésző görög hatást az albán kultúrában és nyelvben.
Az ókori római-illír helynevek összevetése a mai albánokéival veti fel a következő problémát az illír–albán kontinuitáselmélet szempontjából. Úgy tűnik, hogy az albán helynevek egy része nem vezethető le a nyelvfejlődés szabályaival illír megfelelőikből, másik része pedig többszörös átvétel eredménye (például az albán Shkodra nem vezethető le az illír Szkodrából az albán nyelv fonológiai fejlődését figyelembe véve). Ez értelmetlen: ha feltételezünk egy kontinuus illír-albán népességet, semmivel nem magyarázható a helynevek többszörös átvétele. Mindez arra utal, hogy az albánok ősei nem az egykori Illíriában, a mai Albániában élhettek, és így az illírek leszármazottai sem lehetnek.
Az illír–albán kontinuitáselmélet szószólói a fenti érveket azzal cáfolják, hogy feltehetően az illírek egyes elszigetelten élő csoportjai a római hódítás idején visszahúzódtak a mai Šar-hegység tájékára. Ebben az elszigetelt helyzetben évszázadokon keresztül élték a maguk, törzsi alapon szervezett, nemzetségfők által irányított életét. A 6–7. században a Balkánon átvonuló szlávok sem nagyon jutottak el törzsi területeikre, vagy ha mégis, letelepedve asszimilálódtak a sajátos illír–albán kultúrához.

### A dák/trák–albán kontinuitáselmélet
Az albán nyelv bizonyos szókincsbeli, fonológiai és nyelvtani egyezéseket mutat a délkelet-európai újlatin nyelvekkel és azok feltételezett őseivel, az egymással közeli rokonságban álló dák és trák nyelvvel. Érveik szerint az albán fonológia szabályait követő helynevek (például Szkopje, Niš) egykoron trákok által benépesített területen vannak, jóllehet az illírpártiak amellett kardoskodnak, hogy Naissus (Niš) környéke éppen illír törzsterület volt. A fennmaradt nyelvemlékek és a helynévanyag vizsgálatával ugyanaz állapítható meg, ami az illír–albán kontinuitáselmélet kapcsán: a dák-trák szavak és helynevek nem kapcsolhatóak egyértelműen albán megfelelőikhez.
Történeti források nem igazolják, hogy a dákok egyes csoportjai a mai Albánia területére vándoroltak volna, de tudunk trák törzsekről, amelyek közvetlenül a római hódítást megelőzően a mai Durrës környékén éltek. A trákelmélet ellen szól azonban, hogy a trákok megtelepedési területe is a Jireček-vonaltól délre esett, s történelmi tény, hogy Trákiában és Makedóniában hellenizálódtak.

### Egyéb kontinuitáselméletek
A reneszánsz humanizmus korában vetődött fel, és egészen a 19. század végéig tartotta magát az elmélet, mely szerint az albán kaukázusi nép (jelesebb képviselői Enea Silvio Piccolomini, François Pouqueville, Johann Georg von Hahn). Napjainkban már csak szerb, görög és macedón nacionalista körök hangoztatják ezt a tudománytalan tételt. Alapjául az szolgált, hogy a Kr. e. 8. századtól ismert volt a Kaukázusban, a mai Azerbajdzsán helyén egy a forrásokban Albania néven említett ország (saját népe nyelvén Aran, amelynek egyik városát Albanopolisként ismerték (ma Derbend). Az elmélet szerint az albánok innen, a görög–perzsa háború elől menekülve a Kr. e. 5. században vándoroltak a mai Albániába, valahogy úgy, ahogy a masszagéták is tették.
Egy napjainkban is dívó elmélet szerint az albán a preindoeurópai nyelvek egyikének, az etruszknak vagy a pelaszgnak a leszármazottja. A pelaszgok már az indoeurópai nyelvet beszélő népek érkezése előtt a Balkánon éltek. Az etruszk/pelaszg–albán kontinuitáselméletet rövid időre, propagandacélból maga Enver Hoxha is felkarolta, de a nyelvésztársadalom mint tudománytalan tételt elutasítja.